# Cabezabellosa de la Calzada
Cabezabellosa de la Calzada is een gemeente in de Spaanse provincie Salamanca in de regio Castilië en León met een oppervlakte van 8,49 km². Cabezabellosa de la Calzada telt 87 inwoners (1 januari 2016).

## Demografische ontwikkeling
Bron: INE, 1857-2011: volkstellingen